# Юдино (Пензенская область)
Ю́дино — село в Лунинском районе Пензенской области. Входит в состав Степановского сельсовета.

## География
Село расположено в северной части Пензенской области, на расстоянии примерно в 10 км (по прямой) к западу-северо-западу от Лунино, административного центра района.
Часовой пояс
Село Юдино как и вся Пензенская область, находится в часовой зоне МСК (московское время). Смещение применяемого времени относительно UTC составляет +3:00.

## Население
| 1710 | 1782 | 1864 | 1877 | 1910 | 1926 | 1930 |
| ---- | ---- | ---- | ---- | ---- | ---- | ---- |
| 96   | ↗319 | ↗364 | ↘268 | ↗379 | ↗457 | ↗498 |
| 1959 | 1979 | 1989 | 1996 | 2002 | 2010 |      |
| ↘335 | ↘86  | ↘26  | ↘14  | ↘2   | ↘1   |      |

Национальный состав
Согласно результатам переписи 2002 года, в национальной структуре населения русские составляли 100 % из 2 чел.